# 사회주의적 애국주의
사회주의적 애국주의(社會主義的 愛國主義, 러시아어: Социалистический патриотизм, 영어: Socialist patriotism) 또는 민중애국주의는 블라디미르 레닌이 최초로 주장한 애국주의이므로, 기존의 애국주의와 큰 차이를 보여주는 계급투쟁적 애국주의이다.
블라디미르 레닌은 프롤레타리아 혁명의 전략적 발생과 소비에트 제도의 성립이 공고히 되기 위해서라면 기존의 제국주의 성향을 띤 애국주의가 아닌 차별화된 애국주의가 필요하다고 주장하였고, 그것은 프롤레타리아 혁명 과정에서 필요한 계급투쟁, 사회주의의 영구적 추구를 목적으로 개조된 '사회주의적 애국주의'가 되었다. 사회주의적 애국주의는 "유물사관에 충실한 프롤레타리아 혁명 방침과 마르크스-레닌주의 국가에서의 알맞은 애국주의"를 규정한다. 이 개념은 블라디미르 레닌과 당대 러시아 좌익 작가들에 의해서 흔히 주장되었다.
구체적인 내용은 마르크스-레닌주의 국가에서 노동자가 사회주의의 지속적 발전을 위해 할 수 있는 여러 가지 목표를 제시해주는 것으로 시작된다. 그러나, 애국주의 타이틀과 상반되게도 사회주의적 애국주의는 기존 애국주의가 내포한 문제점을 비판한다. 그리고 이들은 이러한 기존의 애국주의를 '부르주아적 애국주의'라고 부른다.
사회주의적 애국주의자들은 프롤레타리아 해방의 사명감을 가진 모든 나라들이 가져야 할 애국에 대한 논했다. 애국주의의 장점인 사회 단결요소, 체제 유지의 견고함을 가져가야 한다는 주의를 주장한다. 그리고 기존 애국주의를 비판하는 사회주의적 애국주의의 목표성은 제국주의와 인종의 구분이 없는 전인민국가가 형성한다는 목표하에 진행되는 것이다. 이 때문에, 사회주의적 애국주의는 세계에 존재에는 모든 약소국은 자본주의를 기반으로 한 제국주의의 착취와 억압 아래에서 해방될 자격이 있다고 주장하고 그 정당성도 부여되는 것이다. 그러므로 사회주의적 애국주의는 레닌의 민족 자결로도 이어지는 것이다. 비슷한 정치 방향으로는 좌익 내셔널리즘이 있다.

## 개요
1917년 러시아 내전에서 블라디미르 레닌은 오랜 내전을 겪으면서 각기계층에 속하는 농민들이 생활고로 분열되어서 혁명 조직에 대항하는 모습을 보아야했고, 내전에서의 이러한 문제점이 증폭되었고, 결국 내전 막바지인 1921년 크론시타트 반란이 일어나면서 블라디미르 레닌은 사회주의화 된 애국주의의 필요성을 느끼게되었다.
여러 가지 마르크스주의적 요소들과 애국주의를 결합해 소련 공산당 내 좌익 작가들과 함께 완성된 이 사회주의적 애국주의는 인민들에게 마르크스주의에서는 전혀 볼 수 없었던 친국가적 정서를 심어주게된다. 그러나 그것은 어디까지나 노동 능률 상승과 체제 내부의 결속을 다지기 위함이었다.
사회주의적 애국주의는 이오시프 스탈린 때부터 심하게 왜곡되었다. 사회주의적 애국주의는 스탈린 전체주의 체제를 재정비하고 다지기 위한 나라의 도구로 이용되었던 것이다. 이러한 변질된 사회주의적 애국주의는 스탈린이 죽은지 한참 후인 1970년대 소련의 헌법이 개정되고 나서야 그 막을 내리게 되었다.
이러한 모습을 통해서 사회주의적 애국주의는 공산주의 국가에서 독재 용도로 주입하는 경우가 있는 것을 볼 수 있다.

### 각국의 사례
대부분 공산주의자들은 2차 세계대전 때 해방 운동에 초점을 맞추는 인물들로 구성되어 있었다. 때문에, 대중계층의 지지를 받기 쉬웠고, 마르크스-레닌주의 국가 형성 이후 사회주의적 애국주의 실행을 더 빠르고 정확하게 할 수 있었다. 대표적으로 조선민주주의인민공화국의 김일성도 그 축에 속하며, 중화인민공화국의 마오쩌둥, 유고슬라비아의 요시프 브로즈 티토, 베트남의 호치민도 그에 속한다. 때문에 2차 대전에서 게릴라 활동을 전개한 대다수의 공산주의자들에겐 이러한 사회주의적 애국주의가 일종의 정치적 시너지 효과로 작용했다.

## 같이 보기
- 반제국주의
- 반민족주의
- 민족 해방
- 마르크스-레닌주의
- 애국주의